# Norges ishockey andendivision for mænd
Norges ishockey andendivision for mænder det tredje niveau i ishockey i Norge efter Fjordkraftligaen og Norges ishockey førstedivision for mænd.